# 연기 (신라)
연기(緣起: fl. 544)는 신라 진흥왕(재위 540-576) 때의 고승이다. 현재 대한민국의 구례에 화엄사를 창건하여 한국 화엄종의 시조가 되었다. 뒤에 의천이 밝힌 바로는 그는 3천명의 제자를 길러 원교종풍(圓敎宗風)을 전국에 퍼뜨렸다고 하며, 저서로 《대승기신론주강(大乘起信論註綱)》·《화엄경요결(華嚴經要訣)》 등이 있었다고 하나 모두 전하지 않는다.

## 참고 문헌
- 이 문서에는 다음커뮤니케이션(현 카카오)에서 GFDL 또는 CC-SA 라이선스로 배포한 글로벌 세계대백과사전의 내용을 기초로 작성된 글이 포함되어 있습니다.